# Joaquín Montecinos
Joaquín Alberto Montecinos Naranjo (* 7. Dezember 1995 in Barranquilla) ist ein chilenischer Fußballspieler. Der Flügelspieler ist seit 2021 Nationalspieler Chiles.

## Karriere

### Verein
Joaquín Montecinos spielte in der Jugend für Deportes La Serena, wurde dann aber an Unión Temuco abgegeben, für das er im Alter von 16 Jahren debütierte. 2013 kehrte der Flügelspieler schließlich zurück nach La Serena, das mittlerweile in die Primera B abgestiegen war. Dadurch erhöhten sich die Einsatzchancen für das Talent, das sich allerdings in der Anfangszeit beim Klub verletzte. Erst in seiner zweiten Saison bei La Serena wurde Montecinos Stammspieler, verlor diesen Platz aber 2016/17 wieder. Der in Kolumbien geborene Flügelspieler blieb bis 2018 und schloss sich erst San Luis de Quillota und danach Deportes Melipilla an.
2020 ging er dann den Schritt zu Audax Italiano und spielte erstmals in der Primera División. 2022 wechselte Montecinos leihweise für ein Jahr nach Mexiko zu Club Tijuana. Nach guten Leistungen zog der mexikanische Klub die vereinbarte Kaufoption und stattete den Chilenen mit einem Vertrag bis 2025 aus. Im Juni 2023 verlieh Tijuana Montecinos an Ligakonkurrent Querétaro FC. Im August 2024 verlieh ihn Tijuana diesmal in seine Heimat Chile an den CD O’Higgins.

### Nationalmannschaft
Für Chiles U-21 spielte Montecinos beim Turnier von Toulon 2014.
Für die chilenische A-Nationalmannschaft gab Joaquín Montecinos, der aufgrund seines Geburtsortes auch für Kolumbien hätte auflaufen dürfen, sein Debüt im Oktober 2021 bei der 0:2-Niederlage gegen Peru. Bei diesem Qualifikationsspiel zur Weltmeisterschaft 2022 wurde Montecinos in der 65. Spielminute für Jean Meneses eingewechselt. Der Flügelspieler kam noch in fünf Qualifikationsspielen zum Einsatz, jedoch qualifizierte sich La Roja nicht für das Endturnier in Katar.

## Sonstiges
Sein Vater Cristián Montecinos war ebenfalls Profifußballspieler und chilenischer Nationalspieler. Joaquín wurde während der Zeit seines Vaters bei Atlético Junior geboren.